# Viliam Švorc
Viliam Švorc (* 10. prosince 1959) je bývalý slovenský fotbalista. Po skončení aktivní kariéry působí na regionální úrovni jako trenér.

## Fotbalová kariéra
V československé lize hrál za Spartak Trnava. Nastoupil ve 24 ligových utkáních.

## Ligová bilance
| Ročník                                   | Zápasy | Góly | Klub           |
| ---------------------------------------- | ------ | ---- | -------------- |
| 1. československá fotbalová liga 1981/82 | 15     | 0    | Spartak Trnava |
| 1. československá fotbalová liga 1982/83 | 9      | 0    | Spartak Trnava |
| CELKEM                                   | 24     | 0    |                |